# Kreditkündigung
Die Kreditkündigung (englisch credit termination) ist die Kündigung eines Kreditvertrages durch Kreditgeber oder Kreditnehmer. Sie ist – wie alle Kündigungen – die einseitige Willenserklärung von einer der Vertragsparteien zur Beendigung des Vertragsverhältnisses.

## Allgemeines
Kredit- und Darlehensverträge sind Dauerschuldverhältnisse, die meist einer zeitlichen Befristung unterliegen oder ein Fälligkeitsdatum enthalten. Bei diesen und auch bei unbefristeten Kreditverträgen kann eine der Vertragsparteien ein Interesse daran haben, das Kreditverhältnis vorzeitig zu beenden. Dazu hat der Gesetzgeber das Gestaltungsrecht der Kreditkündigung vorgesehen.
Diese Kreditkündigung ist gesetzlich komplex und in zahlreichen Einzelvorschriften geregelt und hängt davon ab, ob es sich um einen Verbraucherdarlehensvertrag handelt oder nicht, um einen variablen oder festen Kreditzins, um fristgerechte oder fristlose Kündigung, ob der Kreditgeber oder der Kreditnehmer kündigt und ob etwaige vertragliche Kündigungsrechte vorgesehen sind.

## Rechtslage in Deutschland
Es gilt für die Kreditkündigung immer die Rechtslage zum Zeitpunkt der Kündigung.

### Kündigungsrechte des Darlehensnehmers (Verbraucher)
Die nachfolgend dargestellten Regelungen betreffen Verbraucherdarlehen, d. h. Verträge, bei denen ein Unternehmen (Bank) einem Verbraucher einen Kredit gibt. Abweichend von diesen rechtlichen Regelungen können vertraglich für den Verbraucher günstigere Regelungen vereinbart werden.
Kündigt der Darlehensnehmer sein Verbraucherdarlehen, so gilt die Kündigung als nicht erfolgt, wenn er den geschuldeten Betrag nicht binnen zwei Wochen nach Wirksamwerden der Kündigung zurückzahlt.

#### Kontokorrentkredite
Kontokorrentkredite (z. B. Dispositionskredite) können jederzeit gekündigt werden.

#### Ratenkredite
Sofern ein fester Zinssatz vereinbart ist, kann der Darlehensnehmer den Ratenkredit nach Ablauf von sechs Monaten nach dem vollständigen Empfang unter Einhaltung einer Kündigungsfrist von einem Monat kündigen (§ 489 Abs. 1 BGB).
Für Darlehen, die ab dem 11. Juni 2010 abgeschlossen wurden, gilt eine neue EU-Richtlinie: Kreditnehmer können künftig jederzeit und ohne Einhaltung einer Kündigungsfrist vom Darlehensvertrag zurücktreten. Banken dürfen allerdings eine Vorfälligkeitsentschädigung verlangen, wenn der Kreditnehmer frühzeitig aus seinem Vertrag aussteigt. Die Höhe der Entschädigung ist vom Gesetzgeber genau festgelegt worden: bei Krediten mit mehr als 12 Monaten Restlaufzeit darf sie maximal 1,0 Prozent betragen; bei Krediten mit weniger als 12 Monaten Restlaufzeit sind nicht mehr als 0,5 Prozent des Restsaldos möglich.

#### Darlehen ohne Zinsfestschreibung (z.B. variables Baudarlehen)
Der Darlehensnehmer kann einen Darlehensvertrag mit veränderlichem Zinssatz jederzeit unter Einhaltung einer Kündigungsfrist von drei Monaten kündigen (§ 489 Abs. 2 BGB).

#### Darlehen mit Zinsfestschreibung (z.B. Baudarlehen)
Der Darlehensnehmer kann einen Darlehensvertrag mit festem Zinssatz in folgenden Situationen kündigen (§ 489 BGB):
- Wenn die Zinsbindung endet, unter Einhaltung einer Kündigungsfrist von einem Monat frühestens für den Ablauf des Tages, an dem die Zinsbindung endet.
- Nach Ablauf von zehn Jahren seit Vollauszahlung unter Einhaltung einer Kündigungsfrist von sechs Monaten.
- Im Falle einer Prolongationsvereinbarung tritt für die Berechnung der neuen Zehnjahresfrist der Zeitpunkt dieser Vereinbarung an die Stelle des Auszahlungszeitpunktes.[1]

Neben diesen gesetzlichen Kündigungsmöglichkeiten, bei denen keine Vorfälligkeitsentschädigung anfällt, hat der Bundesgerichtshof (BGH) ein Kündigungsrecht in folgenden Fällen angenommen:
- Beim Verkauf der Immobilie
- Wenn die Bank eine Ausweitung des Kredites ablehnt und damit eine wirtschaftliche Nutzung des Objektes verhindert

In diesen Fällen kann der Darlehensgeber jedoch angemessene Vorfälligkeitsentschädigung verlangen.

#### Vertragliche Kündigungsregeln (z.B. Bauspardarlehen)
Ist eine für den Verbraucher günstigere Kündigungsregel getroffen, so gilt diese. Beispiele sind:
- Bauspardarlehen können jederzeit ganz oder teilweise zurückgezahlt werden. Bei einer falschen Angabe des Effektivzins gelten grundsätzlich die Rechtsfolgen des § 6 VerbrKrG.
- Bei einer Tilgung durch Lebensversicherung erfolgt im Fall des Todes des Versicherten eine Rückzahlung ohne Vorfälligkeitsentschädigung.

Ist keiner der geschilderten Fälle gegeben, so besteht nur die Möglichkeit, den Vertrag im Einvernehmen mit dem Darlehensgeber gegen Zahlung einer Vorfälligkeitsentschädigung aufzulösen.

### Kündigungsrechte des Darlehensgebers (bei Verbraucherkrediten)

#### Kündigung eines Ratenkredites (rechtlich: Teilzahlungsdarlehen)
Wegen Zahlungsverzugs des Darlehensnehmers kann die Bank einen Nicht-Immobilien-Verbraucherdarlehensvertrag nur kündigen, wenn
- der Darlehensnehmer mit mindestens zwei aufeinander folgenden Teilzahlungen ganz oder teilweise und mindestens 10 %, bei einer Laufzeit des Verbraucherdarlehensvertrags über drei Jahre mit 5 % des Nennbetrags des Darlehens oder des Teilzahlungspreises in Verzug ist und
- die Bank dem Darlehensnehmer erfolglos eine zweiwöchige Frist zur Zahlung des rückständigen Betrags mit der Erklärung gesetzt hat, dass er bei Nichtzahlung innerhalb der Frist die gesamte Restschuld verlange.

Rechtsgrundlage ist § 498 BGB.

#### Kündigung eines Grundstücksdarlehens
Das Risikobegrenzungsgesetz führte zum 1. Januar 2008 eine massive Einschränkung der Kündigungsmöglichkeiten bei Immobilienfinanzierungen ein: Eine Kündigung ist nach Absatz 2.html § 498 Absatz 2 Abs. 3 BGB nur dann möglich, wenn der Darlehensnehmer mit mindestens zwei aufeinanderfolgenden Teilzahlungen ganz oder teilweise und mit mindestens 2,5 % des Nennbetrags des Darlehens im Verzug ist.
Davor gab es keine gesetzliche Regelung über Mindestrückstände, sondern nur die Rechtsprechung des Bundesgerichtshofs dazu.
Bei einem ursprünglichen Darlehensbetrag von 100.000 Euro sind dies 2.500 Euro. Bei einem typischen Baudarlehen mit 5 % Zinsen und 1 % Tilgung führt diese Regelung dazu, dass ein Kreditnehmer fünf Monate lang keinerlei Zahlung leisten kann, ohne dass die Bank den Kredit kündigen kann.

### Kündigungsrechte des Darlehensgebers (bei allen Krediten)

#### Kündigung unter Einhaltung einer Kündigungsfrist
Hierbei handelt es sich um Kündigungen, die ohne ein Fehlverhalten des Kunden erfolgen. Diese Kündigungen werden auch nicht in der Schufa eingetragen.
Ist eine Kündigungsfrist vertraglich vereinbart, so kann die Bank im Rahmen dieser Frist kündigen.
Die Bank kann Kreditverträge, für die weder eine Laufzeit noch eine abweichende Kündigungsregelung vereinbart ist, (z. B. Dispositionskredit) jederzeit unter Einhaltung einer angemessenen Kündigungsfrist kündigen. Bei der Bemessung der Kündigungsfrist muss die Bank auf die berechtigten Belange des Kunden Rücksicht nehmen.
Dies bedeutet, dass die Bank dem Kunden die Möglichkeit geben muss, zu einem anderen Kreditinstitut zu wechseln. Eine Frist von sechs Wochen ist hier angemessen.
Rechtliche Grundlage dieser Kündigung sind die AGB der Bank.

#### Kündigung ohne Einhaltung einer Kündigungsfrist (außerordentliche Kündigung)
Hierbei handelt es sich um Kündigungen aufgrund eines Fehlverhalten des Kreditnehmers. Diese Kündigungen werden meistens (tatsächlich – auch wenn mit der SCHUFA anders vereinbart – aber nicht immer sofort; andernfalls macht der kündigende Kreditgeber eine Kreditablösung durch eine andere Bank/Darlehensgeberin weitgehend unmöglich, d. h., er schädigt sich selbst) bei der SCHUFA eingetragen. Auf die Unterzeichnung einer SCHUFA-Klausel kommt es hierbei entgegen weit verbreiteter Ansicht nicht an; man willigt als Kreditnehmer mit der Unterzeichnung der SCHUFA-Klausel immer nur in die Übermittlung von Daten über die Beantragung, die Aufnahme (Kreditnehmer, Mitschuldner, Kreditbetrag, Laufzeit, Ratenbeginn) und vereinbarungsgemäße Abwicklung (z. B. vorzeitige Rückzahlung, Laufzeitverlängerung) ein. Meldungen aufgrund nicht vertragsgemäßer Abwicklung (z. B. Kündigung des Kredits, Verwertung einer vertraglich vereinbarten Lohn- und Gehaltsabtretung, beantragter Mahn-/Vollstreckungsbescheid, Klage sowie Zwangsvollstreckungsmaßnahmen) unterliegen dem Bundesdatenschutzgesetz und dürfen (nur) erfolgen, soweit sie zur Wahrung berechtigter Interessen der Bank/des Kreditgebers, eines Vertragspartners der SCHUFA oder der Allgemeinheit erforderlich sind.
Eine fristlose Kündigung des Kreditvertrags ist zulässig, wenn ein wichtiger Grund vorliegt, der der Bank, auch unter Berücksichtigung der berechtigten Belange des Kunden, die Fortsetzung des Darlehensverhältnisses unzumutbar werden lässt.
Wichtige Gründe sind z. B.
- wenn der Kunde im Kreditantrag unrichtige Angaben über seine Vermögenslage gemacht hat,
- wenn eine wesentliche Verschlechterung der Vermögensverhältnisse des Kunden eintritt,
- wenn eine wesentliche Verschlechterung der Werthaltigkeit von Kreditsicherheiten eintritt oder
- wenn der Kunde trotz Aufforderung einer Verpflichtung zur Bestellung oder Verstärkung von Kreditsicherheiten nicht nachkommt.

Weiterhin ist auch die Verletzung einer vertraglichen Pflicht ein wichtiger Grund, z. B.
- wenn der Kunde den Schuldendienst nicht, nur teilweise oder verspätet zahlt oder
- der Kunde sich an einzelne Bestimmungen des Kreditvertrages nicht hält (etwa Verstoß gegen den vereinbarten konkreten Verwendungszweck oder gegen die Negativerklärung).

In diesen Fällen ist die Kündigung erst nach erfolglosem Ablauf einer zur Abhilfe angemessenen Frist oder nach erfolgloser Abmahnung zulässig, es sei denn, dies ist wegen der Besonderheiten des Einzelfalles (§ 323 Abs. 2 und 3 BGB) entbehrlich.
Rechtliche Grundlage dieser Kündigung sind bei Kündigungen durch Banken oder Sparkassen deren AGB-Banken (meist Ziff. 19 Abs. 3 AGB) i. V. m. § 314, § 490 BGB.
In Fällen einer außerordentlichen Kündigung kann der Kreditgeber eine Vorfälligkeitsentschädigung nach § 490 Abs. 2 Satz 3 BGB verlangen.

## International
In internationalen Kreditverträgen (insbesondere Konsortialkrediten) hat sich bei Kündigungsregelungen das angelsächsische Common Law durchgesetzt. Dabei sehen die Standardverträge der Loan Market Association insbesondere zwei Kündigungsregelungen vor, nämlich die Default-Klausel und die Cross-Default-Klausel.
- Die einfache Default-Klausel räumt in internationalen Kreditverträgen oder Anleihebedingungen dem Gläubiger das Recht ein, den Anleihe- oder Kreditbetrag sofort fällig stellen zu dürfen, sobald beim Schuldner bestimmte Verzugsgründe (Schuldnerverzug) vorliegen. Wie in angelsächsischen Case law-Verträgen üblich, werden die einzelnen Kündigungsgründe umfassend aufgezählt, insbesondere gehören dazu (teilweise oder vollständige) Nichtzahlung von Kreditzins und/oder Tilgung, Verstoß gegen Finanzkennzahlen (Covenants), Negativklausel oder Wesentliche Verschlechterung der Vermögensverhältnisse.

- Fehlt es an Verzugsgründen aus den Anleihebedingungen oder dem Kreditvertrag, so ist eine Anleihe- oder Kreditkündigung selbst dann möglich, wenn der Schuldner in anderen Vertragsverhältnissen vertragsbrüchig geworden ist. Das ermöglicht die Cross-Default-Klausel. Sie regelt, dass eine Vertragsstörung selbst dann eintritt, wenn zwar die Pflichten aus dem eigenen Kreditvertrag nicht verletzt werden, der Kreditnehmer jedoch im Verhältnis zu dritten Gläubigern vertragsbrüchig wird. Die Klausel zielt auf einen Zeitgewinn bei der Durchsetzung eigener Rechte ab. Die Vereinbarung einer Cross-Default-Klausel ermöglicht das Weglassen anderer Klauseln (etwa financial covenants) oder einzelner Verzugsgründe im Rahmen der Default-Klausel, weil eine Fälligstellung erfolgen darf, wenn andere Gläubiger aufgrund eigener umfassender Klauseln oder Verzugsgründe kündigen mussten.[4] Es genügt mithin, wenn sich der Gläubiger auf die Cross-Default-Klausel konzentriert und anderen Gläubigern in ihren Verträgen die Konkretisierung der Default-Klausel überlässt.

## Folgen der Kündigung
Nach der Kündigung ist der Kreditnehmer zu einer sofortigen Rückzahlung der Restschuld verpflichtet. Diese kann er aus Eigenmitteln oder durch die Ablösung des Kredites durch eine andere Bank vornehmen. Etwaige Kreditsicherheiten sind an den Kreditnehmer zurück zu gewähren, wenn es zur Rückzahlung/Ablösung kommt.
Im Regelfall ist die sofortige Rückzahlung bei Kündigung durch die Bank nicht möglich. Es kommt dann zur Kreditabwicklung oder Kreditsanierung.